# Vittorio Brambilla
Vittorio Brambilla (Monza, Italia; 11 de noviembre de 1937-Lesmo, Italia; 26 de mayo de 2001) fue un piloto italiano de automovilismo, que corrió en Fórmula 1 en las escuderías March, Surtees y Alfa Romeo desde 1974 a 1980, ganando una carrera.
Era apodado "El gorila de Monza", ya que había nacido en Monza y su forma de competencia y de saludar le dieron nombre a ese apodo.

## Carrera
Comenzó a correr motocicletas en 1957 y ganó el título nacional italiano de 175cc en 1958. Antes de convertirse en mecánico, también corrió en kartings. Retornó a las competencias en 1968, en la categoría de Fórmula 3 y ganó el campeonato italiano en 1972; en ese momento ya estaba corriendo en Fórmula 2, donde ganó varias carreras y logró comprar su asiento en Fórmula 1.
Su momento más importante llegó en el Osterreichring en 1975, cuando ganó el Gran Premio de Austria en una carrera lluviosa. Es recordado por haber hecho un trompo, partiendo la nariz de su auto mientras se mostraba la bandera a cuadros, y al completar la vuelta de desaceleración con el frente de su auto destruido, y saludando a la multitud. Sin embargo, como la carrera debió ser acortada, solo recibió 4,5 puntos en lugar de los 9 correspondientes.
Durante los dos años siguientes, Brambilla sufrió varios accidentes y averías mecánicas, incluyendo una mientras lideraba en Suecia. En un accidente múltiple en Monza en 1978, donde Ronnie Peterson murió, sufrió heridas severas, pero se recuperó y continuó corriendo brevemente para la escudería Alfa Romeo en 1979 pilotando su modelo 177 y 1980, hasta su retiro.

## Muerte
Murió de un ataque cardíaco a los 63 años en su casa, en Lesmo, cerca de Milán.

## Resultados

### Fórmula 1

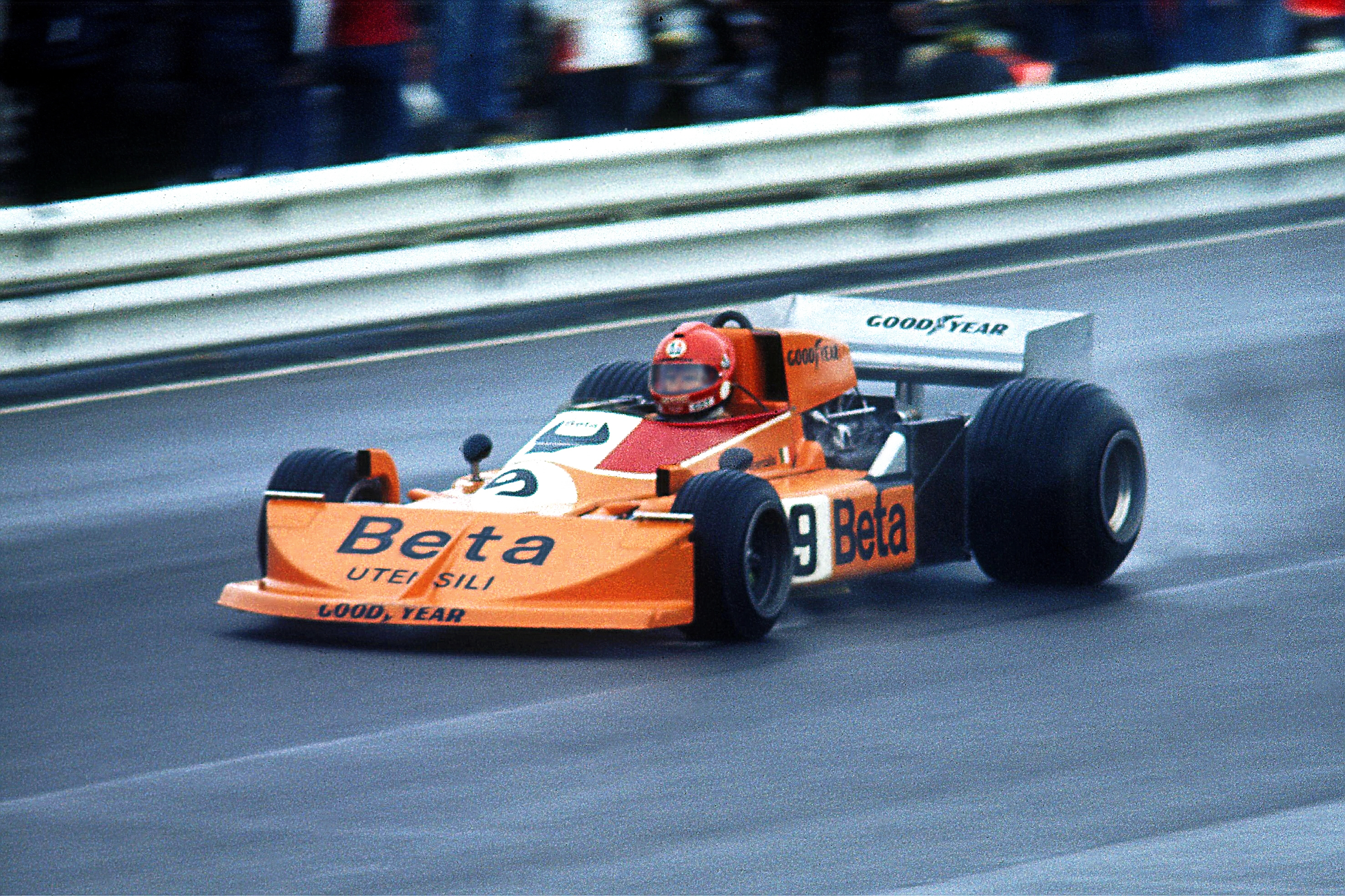
Brambilla en el Gran Premio de Alemania de 1976.

(Clave) (negrita indica pole position) (cursiva indica vuelta rápida)
| Año  | Escudería                | 1       | 2       | 3       | 4       | 5       | 6       | 7       | 8       | 9       | 10      | 11      | 12      | 13      | 14      | 15      | 16      | 17    | Pos. | Puntos |
| ---- | ------------------------ | ------- | ------- | ------- | ------- | ------- | ------- | ------- | ------- | ------- | ------- | ------- | ------- | ------- | ------- | ------- | ------- | ----- | ---- | ------ |
| 1974 | March Engineering        | ARG     | BRA     | RSA 10  | ESP DNS | BEL 9   | MON Ret | SWE 10  | NED 10  | FRA 11  | GBR Ret | GER 13  | AUT 6   | ITA Ret | CAN DNQ | USA Ret |         |       | 18°  | 1      |
| 1975 | Beta Team March          | ARG 9   | BRA Ret | RSA Ret | ESP 5~  | MON Ret | BEL Ret | SWE Ret | NED Ret | FRA Ret | GBR 6   | GER Ret | AUT 1~  | ITA Ret | USA 7   |         |         |       | 11°  | 6.5    |
| 1976 | Beta Team March          | BRA Ret | RSA 8   | USW Ret | ESP Ret | BEL Ret | MON Ret | SWE 10  | FRA Ret | GBR Ret | GER Ret | AUT Ret | NED 6   | ITA 7   | CAN 14  | USA Ret | JPN Ret |       | 19°  | 1      |
| 1977 | Beta Team Surtees        | ARG 7   | BRA Ret | RSA 7   | USW Ret | ESP Ret | MON 8   | BEL 4   | SWE Ret | FRA 13  | GBR 8   | GER 5   | AUT 15  | NED 12  | ITA Ret | USA 19  | CAN 6   | JPN 8 | 16°  | 6      |
| 1978 | Beta Team Surtees        | ARG 18  | BRA DNQ | RSA 12  | USW Ret | MON DNQ | BEL 13  | ESP 7   | SWE Ret | FRA 17  | GBR 9   | GER Ret | AUT 6   | NED DSQ | ITA Ret | USA     | CAN     |       | 19°  | 1      |
| 1979 | Autodelta                | ARG     | BRA     | RSA     | USW     | ESP     | BEL     | MON     | FRA     | GBR     | GER     | AUT     | NED     | ITA 12  | CAN Ret | USA DNQ |         |       | NC   | 0      |
| 1980 | Marlboro Team Alfa Romeo | ARG     | BRA     | RSA     | USW     | BEL     | MON     | FRA     | GBR     | GER     | AUT     | NED Ret | ITA Ret | CAN     | USA     |         |         |       | NC   | 0      |